# BoRG-58
BoRG-58 es un cúmulo de galaxias ubicado en la constelación de Boötes, fue descubierto durante un escaneo infrarrojo aleatorio del cielo como parte del programa Brightest of Reionizing Galaxies (BoRG), utilizando la Wide Field Camera 3 del Telescopio Espacial Hubble.   
Dentro del cúmulo, más definido como protocúmulo de galaxias, se identificaron cinco galaxias antiguas cuyas imágenes datan de sólo 600 millones de años desde el Big Bang. Esta fase coincide con la reionización,  un período durante el cual el hidrógeno del gas presente en el universo pasó de un estado casi completamente neutro a estar casi completamente ionizado. Estas cinco galaxias son extremadamente pequeñas, aproximadamente 1/20 de la Vía Láctea, pero sin embargo tenían una luminosidad comparable a ella.